# Повна колегія (Венеція)

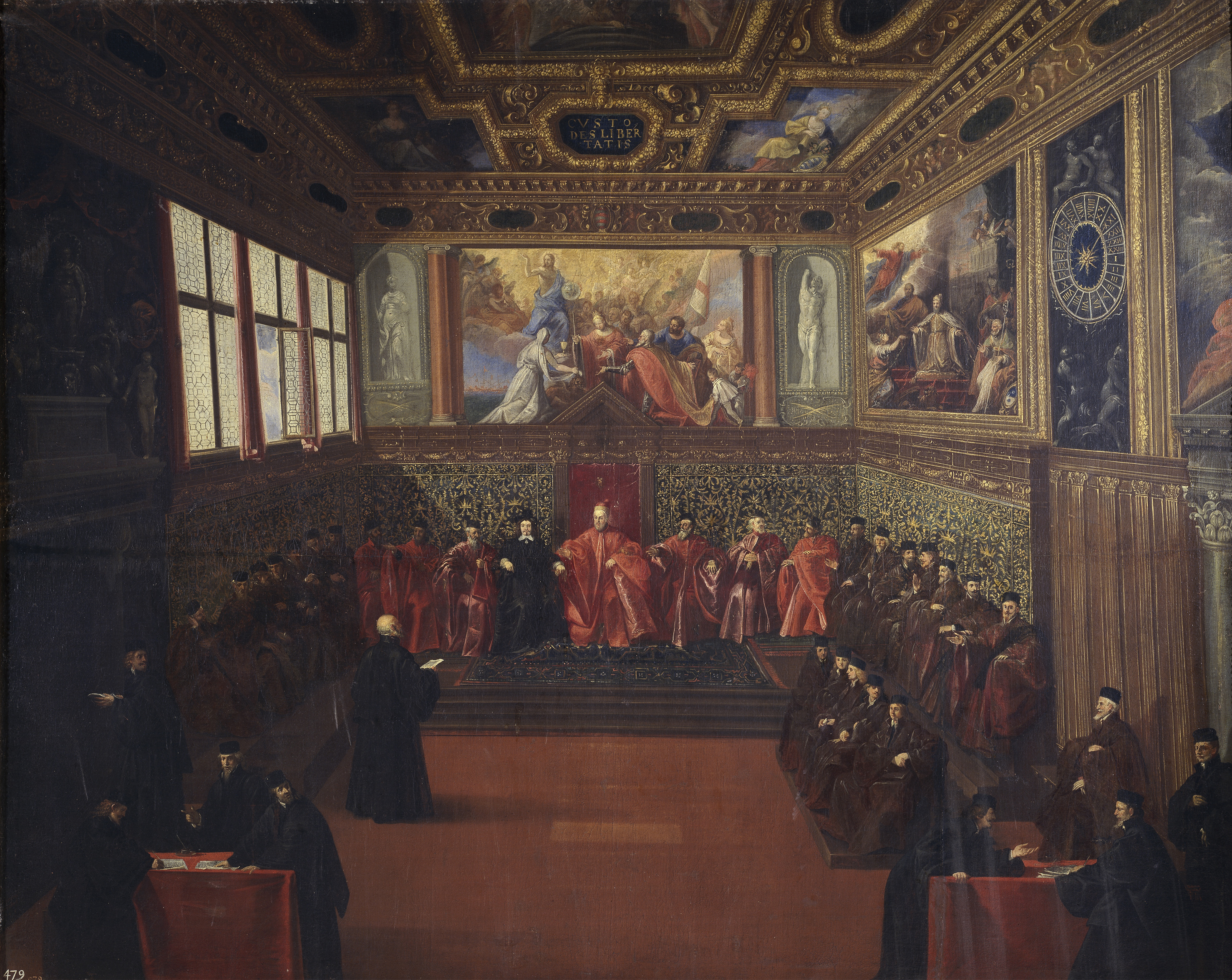
Прийом іспанського посла в «Залі Колегії» (Sala del Collegio) у Палаці Дожів, 1604 рік. Картина П'єтро Маломбра

Повна колегія (вен. Pien Collegio) — головний виконавчий орган Венеційської республіки, який наглядав за поточним управлінням республікою і готував порядок денний для венеційського Сенату.

## Склад
Повна колегія складалася з представників Венеційської синьйорії (дож разом із шістьма радниками Малої ради і трьома очільниками Ради сорока), а також представників трьох колегій "мудреців" (savi) з особливими обов'язками: шість членів Savi del Consiglio, п'ять членів Savi di Terraferma (відповідала за фінансові та військові справи), і члени Savi agli Ordini (відповідала за морські справи). Як і в інших вищих магістратах Венеції, були встановлені обмеження щодо права на посаду savi: члени обиралися з венеційського Сенату, перебували на посаді протягом шести місяців і не могли бути переобраними на ту саму посаду протягом трьох або шести місяців після цього. Щоб забезпечити безперервність роботи, призначення «мудреців» (savio) в колегії відбувались не одномоментно, а поетапно, з шестимісячним терміном перебування на посадах, починаючи з 1 жовтня, 1 січня, 1 квітня та 1 липня.

## Функції
Повна колегія збиралася щодня під головуванням дожа, а Savi del Consiglio визначали порядок денний її засідань. Колегія зачитувала доповіді та депеші, приймала іноземних послів і готувала всі питання, що виносились на голосування в Сенаті. Колегія могла за власною ініціативою подавати пропозиції для голосування в Раді десяти, особливо з нагальних питань фінансів чи закордонних справ.
Колегія мала право розпоряджатися державними коштами на загальну суму до 25 золотих дукатів. Разом з радниками Consultori in Iure, Колегія також відповідала за відносини з церквою, зокрема за прийом єпископів і прелатів, які відвідували Венецію. Вона вирішувала питання про церковні бенефіції та патронати, привілеї підлеглих міст Республіки та збори податку на сіль (gabelle).
Влада колегії зросла з 1526 року, коли вона отримала право приховувати від Сената будь-які дії, які вона вважала за потрібне зберігати в таємниці. Разом з тим, що Колегія також отримала повноваження видавати укази між засіданнями Сената, а також призупиняти дію указів Великої ради (за умови, що це рішення було підтверджене під час наступної сесії Великої ради), до XVIII століття Повна колегія стала найвпливовішою установою Венеційської республіки.